# دايفيد إتش فرينش
دايفيد إتش فرينش (بالإنجليزية: David H. French)‏ هو لغوي وعالم إنسان أمريكي، ولد في 21 مايو 1918، وتوفي في 1994.